# Кольбах, Жан
Жан Кольбах (фр. Jean Colbach; 2 января 1897, Лима — 3 октября 1957, Люксембург) — люксембургский легкоатлет, выступавший в беге на короткие и средние дистанции. Участник летних Олимпийских игр 1920 года.

## Биография
Жан Кольбах родился 2 января 1897 года в перуанском городе Лима.
В 1920 году вошёл в состав сборной Люксембурга на летних Олимпийских играх в Антверпене. В беге на 100 метров в забеге 1/8 финала занял последнее, 6-е место. В эстафете 4х100 метров сборная Люксембурга, за которую также выступали Пауль Хаммер, Жан Просс и Алекс Серве, заняла 2-е место в полуфинале с результатом 44,4 секунды и 6-е в финале (44,0), уступив 2,2 секунды завоевавшей золото команде США. Также был заявлен в беге на 400 метров, но не вышел на старт.
Дата смерти неизвестна.

## Личный рекорд
- Бег на 100 метров — 11,0 (1918)[5]